# 祁阳市人民政府
祁阳市人民政府，简称祁阳市政府，是中华人民共和国湖南省永州市祁阳市的行政管理机关。

## 沿革
1949年10月，中国人民解放军占领祁阳县，成立祁阳县人民政府。2021年5月，祁阳升格为县级市祁阳市。

### 反腐败工作
2017年3月28日，张常明涉嫌严重违纪，接受组织审查，同年5月19日遭到开除党籍开除公职（双开）处分，9月20日遭到逮捕。2018年7月20日，张常明受贿案由长沙市人民检察院向长沙市中级人民法院提起公诉。2019年3月20日，法院通报张常明“与多名女性发生不正当性关系，搞钱色交易、权色交易；2008年至2016年受贿520余万元”。
2021年6月15日，周新辉涉嫌“严重违纪违法”接受娄底市纪委监委纪律审查和监察调查。同年，周新辉遭到开除党籍、开除公职（双开）处分。2022年7月，娄底市中级人民法院一审公开开庭审理周新辉受贿、滥用职权一案，周新辉受贿数额2059多万。

## 职权
根据《中华人民共和国地方各级人民代表大会和地方各级人民政府组织法》第七十三条，县级以上的地方各级人民政府行使下列职权：
1. 执行本级人民代表大会及其常务委员会的决议，以及上级国家行政机关的决定和命令，规定行政措施，发布决定和命令；
2. 领导所属各工作部门和下级人民政府的工作；
3. 改变或者撤销所属各工作部门的不适当的命令、指示和下级人民政府的不适当的决定、命令；
4. 依照法律的规定任免、培训、考核和奖惩国家行政机关工作人员；
5. 编制和执行国民经济和社会发展规划纲要、计划和预算，管理本行政区域内的经济、教育、科学、文化、卫生、体育、城乡建设等事业和生态环境保护、自然资源、财政、民政、社会保障、公安、民族事务、司法行政、人口与计划生育等行政工作；
6. 保护社会主义的全民所有的财产和劳动群众集体所有的财产，保护公民私人所有的合法财产，维护社会秩序，保障公民的人身权利、民主权利和其他权利；
7. 履行国有资产管理职责；
8. 保护各种经济组织的合法权益；
9. 铸牢中华民族共同体意识，促进各民族广泛交往交流交融，保障少数民族的合法权利和利益，保障少数民族保持或者改革自己的风俗习惯的自由，帮助本行政区域内的民族自治地方依照宪法和法律实行区域自治，帮助各少数民族发展政治、经济和文化的建设事业；
10. 保障宪法和法律赋予妇女的男女平等、同工同酬和婚姻自由等各项权利；
11. 办理上级国家行政机关交办的其他事项。

## 历任领导

### 祁阳县
| 姓名   | 就任日期   | 卸任日期   | 备注   |
| ------ | ---------- | ---------- | ------ |
| 姜振华 | 1949年10月 | 1953年2月  |        |
| 刘宝中 | 1953年2月  | 1953年7月  |        |
| 张宗光 | 1953年7月  | 1954年9月  |        |
| 贺天祥 | 1954年9月  | 1956年12月 |        |
| 赵芳   | 1958年5月  | 1960年2月  |        |
| 李丽君 | 1960年2月  | 1962年12月 |        |
| 郝联和 | 1962年12月 | 1963年8月  |        |
| 安子祥 | 1963年8月  | 1964年8月  |        |
| 唐名信 | 1964年8月  | 1968年9月  |        |
| 陈海云 | 1968年9月  | 1975年7月  |        |
| 刘明高 | 1975年7月  | 1978年1月  |        |
| 周传雨 | 1978年1月  | 1980年12月 |        |
| 廖俊美 | 1980年12月 | 1984年1月  |        |
| 唐际绍 | 1984年1月  | 1990年3月  |        |
| 蒋崇献 | 1990年3月  | 1992年3月  |        |
| 刘新普 | 1992年3月  | 1995年7月  |        |
| 陈金荣 | 1995年7月  | 2000年11月 |        |
| 蒋涛   | 2001年11月 | 2007年3月  |        |
| 张常明 | 2007年3月  | 2010年6月  |        |
| 吴巨培 | 2010年6月  | 2012年4月  |        |
| 苏小康 | 2012年4月  | 2013年6月  |        |
| 周新辉 | 2014年1月  | 2016年7月  | [ 9 ]  |
| 金彪   | 2016年7月  | 2019年10月 | [ 10 ] |
| 陈小平 | 2019年10月 | 2021年3月  |        |

### 祁阳市
| 姓名   | 就任日期  | 卸任日期   | 备注   |
| ------ | --------- | ---------- | ------ |
| 陈小平 | 2021年3月 | 2024年12月 | [ 11 ] |